# Iván Vorobiov (aviador)
Iván Alekséyevich Vorobiov (en ruso: Ива́н Алексе́евич Воробьёв; Gorbachevo, RSFS de Rusia, 26 de agosto de 1921 - Kiev, Unión Soviética, 17 de marzo de 1991) fue un aviador militar soviético del avión de ataque a tierra Ilyushin Il-2  que combatió en la Segunda Guerra Mundial en la Fuerza Aérea Soviética. En el curso de dicho conflicto recibió dos veces el título de Héroe de la Unión Soviética.

## Biografía

### Infancia y juventud
Iván Vorobiov nació el 26 de agosto de 1921, en la pequeña localidad rural de Gorbachevo, en la gobernación de Tula en lo que entonces era parte de la RSFS de Rusia (actualmente en el óblast de Tula en Rusia), en el seno de una familia de campesinos rusos. Después de completar su séptimo grado en la escuela local, trabajó en una granja colectiva antes de mudarse a la ciudad de Yefremov, donde obtuvo un aprendizaje y trabajó en una fábrica.
Luego ingresó en el Ejército Rojo en noviembre de 1939, después de completar su entrenamiento en el club de vuelo local de la asociación paramilitar OSOAVIAJIM (en español, Unión de Sociedades de Asistencia para la Defensa, la Aviación y la Construcción Química de la URSS). Debido a la reestructuración militar, no pudo comenzar la escuela de vuelo en Tambov hasta enero de 1940, de la cual se graduó en julio de 1941. Aunque, para entonces ya había comenzado la invasión alemana de la Unión Soviética, no fue enviado inmediatamente al frente; inicialmente se desempeñó como instructor de vuelo en Chuvasia hasta febrero de 1942 y luego como piloto en el 46.° Regimiento de Aviación de Reserva hasta junio, después fue enviado finalmente al frente.

### Segunda Guerra Mundial
Al llegar al Frente de Stalingrado en agosto de 1942, entró en combate por primera vez como piloto en el 709.º Regimiento de Aviación de Bombarderos Nocturnos, que utilizaba el Po-2. Allí luchó en las batallas de Stalingrado y Rostov, durante las cuales realizó 78 salidas de combate hasta 1943 cuando resultó herido en 1943; estuvo ingresado en un hospital militar durante algún tiempo debido a los fragmentos de metralla que le alcanzaron en la sien y el hombro, pero pudo comenzar a entrenar en el avión de ataque a tierra Ilyushin Il-2 en marzo. Después de completar el entrenamiento en junio, fue reasignado al 76.º Regimiento de Aviación de Ataque de la Guardia, que utilizaba el Il-2. En 1944, ingresó en el Partido Comunista.
Después de realizar 107 misiones de combate en el Il-2, fue nominado por primera vez para el título de Héroe de la Unión Soviética, que se le otorgó el 19 de agosto de 1944. El 6 de octubre de 1944, menos de dos meses después de recibir el título, dirigió un ataque contra una posición de artillería enemiga fuertemente protegida; durante el ataque vio dos baterías de morteros adicionales disparando contra las tropas soviéticas, por lo que decidió eliminarlas también. Tras realizar ocho pasadas sobre las unidades, él y el resto de aviones bajo su mando destruyeron dos baterías de morteros y doce vehículos terrestres. Dos semanas más tarde resultó herido en la cara por la metralla de un proyectil antiaéreo, pero las heridas no fueron graves. Para el 15 de abril de 1945, cuando fue nominado nuevamente para el título de Héroe de la Unión Soviética, había realizado 207 misiones de combate en el Il-2; se le otorgó el título después del final de la guerra el 29 de junio de 1945. Para aquel entonces había realizado un total de 298 salidas, de las cuales 78 fueron en el Po-2 y 220 en el Il-2.
Durante la guerra, voló en una amplia variedad de operaciones de combate, incluidas las batallas de Donbás, Crimea, Minsk, Vitebsk, Vilinus y Königsberg. A pesar de estar en combate durante menos de dos años e ingresar al regimiento como piloto regular, rápidamente ascendió de rango al puesto de comandante de escuadrón con el rango de mayor.

### Posguerra
Vorobiov permaneció en su regimiento después de la guerra hasta marzo de 1947, cuando se convirtió en comandante de escuadrón en el 136.º Regimiento de Aviación de Ataque de la Guardia, que utilizaba el Il-2 y el Il-10. Dejó la unidad en agosto de 1948 y se graduó de la Academia de la Fuerza Aérea en 1952, después se convirtió en subcomandante de entrenamiento de vuelo en el 580.º Regimiento de Aviación de Ataque.
En 1954 participó en la expedición polar «North-B», donde se encargó de construir aeródromos en el ártico. Ese año se graduó de la Escuela de Pilotos de Aviación Militar de Voroshilovgrado; luego fue asignado al 1000.º Regimiento de Aviación, del cual fue ascendido a comandante en noviembre de 1955 antes de ser puesto al mando del 772.º Regimiento de Aviación de Entrenamiento en enero de 1958. Poco antes de finalizar el año, fue nombrado director de la 24.º Escuela de Entrenamiento de Pilotos de Aviación Militar en Kazajistán, puesto en el que permaneció hasta junio de 1960 cuando fue reasignado a Krasnodar como director de una escuela para artilleros aéreos. En noviembre de 1966 se convirtió en jefe de personal de la Escuela Superior de Navegantes de Aviación Militar de Lugansk hasta que fue ascendido a subdirector de la Escuela de Navegantes en 1969.
Se retiró del ejército en 1973; durante su carrera voló en diferentes tipos de aviones como el Il-2, Il-10, Yak-18, Li-2, An-24. Como civil, trabajó en Kiev para el Ministerio de Ingeniería Química y del Petróleo. Murió el 17 de marzo de 1991 y fue enterrado en el cementerio de Baikove.

## Condecoraciones
A lo largo de su carrera militar Iván Vorobiov fue galardonado con las siguientes condecoraciones
|  | Héroe de la Unión Soviética, dos veces (19 de agosto de 1944 y 29 de junio de 1945)             |
|  | Orden de Lenin, tres veces (19 de agosto de 1944, 19 de agosto de 1945 y 29 de junio de 1945)   |
|  | Orden de la Bandera Roja, dos veces (12 de noviembre de 1943 y 2 de febrero de 1944)            |
|  | Orden de la Estrella Roja, dos veces (29 de agosto de 1955 y 30 de diciembre de 1956)           |
|  | Orden de la Guerra Patria de 1.er grado (2 de noviembre de 1944 y 11 de marzo de 1985)          |
|  | Orden de la Guerra Patria de 2.do grado (29 de abril de 1944)                                   |
|  | Orden de Alejandro Nevski (3 de julio de 1944)                                                  |
|  | Orden de Bohdán Jmelnitski de 3.er grado (20 de abril de 1945)                                  |
|  | Medalla al Valor (31 de enero de 1943)                                                          |
|  | Medalla por el Servicio de Combate (15 de noviembre de 1955)                                    |
|  | Medalla Conmemorativa por el Centenario del Natalicio de Lenin «Al valor militar»               |
|  | Medalla por la Defensa de Stalingrado (1942)                                                    |
|  | Medalla por la Victoria sobre Alemania en la Gran Guerra Patria 1941-1945                       |
|  | Medalla Conmemorativa del 20.º Aniversario de la Victoria en la Gran Guerra Patria de 1941-1945 |
|  | Medalla Conmemorativa del 30.º Aniversario de la Victoria en la Gran Guerra Patria de 1941-1945 |
|  | Medalla Conmemorativa del 40.º Aniversario de la Victoria en la Gran Guerra Patria de 1941-1945 |
|  | Medalla por la Conquista de Königsberg                                                          |
|  | Medalla de veterano de las Fuerzas Armadas de la URSS                                           |
|  | Medalla del 30.º Aniversario de las Fuerzas Armadas de la URSS                                  |
|  | Medalla del 40.º Aniversario de las Fuerzas Armadas de la URSS                                  |
|  | Medalla del 50.º Aniversario de las Fuerzas Armadas de la URSS                                  |
|  | Medalla del 60.º Aniversario de las Fuerzas Armadas de la URSS                                  |
|  | Medalla del 70.º Aniversario de las Fuerzas Armadas de la URSS                                  |
|  | Medalla por Servicio Impecable de 1.er grado                                                    |